# Liste der Justizminister Namibias
Dies ist eine Liste der Justizminister Namibias (englisch Minister of Justice).

## Minister
| Nr.                                                                                 | Foto                                    | Name                                    | Lebensdaten                             | Partei                                  | Kabinett                                | Amtszeit (Beginn)                       | Amtszeit (Ende)                         |
| Minister für Justiz Minister of Justice                                             | Minister für Justiz Minister of Justice | Minister für Justiz Minister of Justice | Minister für Justiz Minister of Justice | Minister für Justiz Minister of Justice | Minister für Justiz Minister of Justice | Minister für Justiz Minister of Justice | Minister für Justiz Minister of Justice |
| ----------------------------------------------------------------------------------- | --------------------------------------- | --------------------------------------- | --------------------------------------- | --------------------------------------- | --------------------------------------- | --------------------------------------- | --------------------------------------- |
| 01                                                                                  |                                         | Ngarikutuke Tjiriange                   | 1943–2021                               | SWAPO                                   | Nujoma I                                | 1990                                    | 1995                                    |
| 01                                                                                  | Nujoma II                               | Ngarikutuke Tjiriange                   | 1943–2021                               | SWAPO                                   | 1995                                    | 2000                                    |                                         |
| 01                                                                                  | Nujoma III                              | Ngarikutuke Tjiriange                   | 1943–2021                               | SWAPO                                   | 2000                                    | 2003                                    |                                         |
| 02                                                                                  |                                         | Albert Kawana                           | 1956–                                   | SWAPO                                   | Nujoma III                              | 2003                                    | 2005                                    |
| 03                                                                                  |                                         | Pendukeni Iivula-Ithana                 | 1952–                                   | SWAPO                                   | Pohamba I                               | 2005                                    | 2010                                    |
| 03                                                                                  | Pohamba II                              | Pendukeni Iivula-Ithana                 | 1952–                                   | SWAPO                                   | 2010                                    | 2012                                    |                                         |
| 04                                                                                  |                                         | Utoni Nujoma                            | 1952–                                   | SWAPO                                   | Pohamba II                              | 2012                                    | 2015                                    |
| 05                                                                                  |                                         | Albert Kawana                           | 1956–                                   | SWAPO                                   | Geingob I                               | 2015                                    | 2018                                    |
| 06                                                                                  |                                         | Sacky Shangala                          | 1977–                                   | SWAPO                                   | Geingob I                               | 2018                                    | 2019                                    |
| 0                                                                                   |                                         | Frans Kapofi (interimistisch)           | 1953–                                   | SWAPO                                   | Geingob I                               | 2019                                    | 2020                                    |
| 07                                                                                  |                                         | Yvonne Dausab                           | 1974–                                   | SWAPO                                   | Geingob II Mbumba                       | 2020                                    | 2025                                    |
| Minister für Justiz und Arbeitsbeziehungen Minister of Justice and Labour Relations |                                         |                                         |                                         |                                         |                                         |                                         |                                         |
| 08                                                                                  |                                         | Fillemon Wise Immanuel                  |                                         | SWAPO                                   | Nandi-Ndaitwah                          | 2025                                    |                                         |